# Emily Owens, M.D.
Emily Owens, M.D. é uma série de televisão americana no CW criada por Jennie Snyder Urman. O episódio de estréia foi ao ar em 16 de outubro de 2012.
A série foi cancelada pelo The CW após uma temporada.

## Argumento
A série segue a vida de Emily Owens (Mamie Gummer), uma estagiária de primeiro ano no Denver Memorial Hospital, onde ela percebe que sua paixão da escola de medicina, Will Collins (Justin Hartley), e sua inimiga do ensino médio,Cassandra Kopelson (Aja Naomi King), serão seus companheiros. Emily tem de lutar com suas afeições por Will enquanto tenta batalhar contra Cassandra para conseguir a vaga como assistente de pesquisa da cirurgiã cardiotorácico mundialmente famosa, Gina Bandari (Necar Zadegan).

## Elenco
- Mamie Gummer como Emily Owens
- Justin Hartley como Will Collins
- Aja Naomi King como Cassandra Kopelson
- Kelly McCreary como Tyra Dupre
- Michael Rady como Micah Barnes
- Necar Zadegan como Gina Bandari

## Temporadas

### Primera temporada
1. Pilot
2. Emily and... the Alan Zolman Incident
3. Emily and... The Outbreak
4. Emily and... The Predator
5. Emily and... The Tell-Tale Heart
6. Emily and... the Question of Faith
7. Emily and... the Good and the Bad
8. Emily and... the Car and the Cards
9. Emily and... the Love of Larping
10. Emily and... the Social Experiment
11. Emily and... the Teapot
12. Emily and... the Perfect Storm
13. Emily and... the Leap